# Wskaźniki chemiczne
Wskaźniki chemiczne – związki chemiczne lub ich mieszaniny, posiadające zdolność zmiany swoich własności fizycznych pod wpływem zmian zachodzących w otaczającym je środowisku. Obserwacja tych zmian umożliwia pośrednią obserwację różnorodnych zjawisk, które bez wskaźników byłyby trudne do stwierdzenia.
Najczęściej wskaźniki chemiczne zmieniają swoją barwę, mogą jednak one zmieniać także przewodnictwo elektryczne roztworów lub powodować w określonym momencie ich wyraźne zmętnienie.
Wskaźniki chemiczne są stosowane na szeroką skalę w analizie chemicznej, biologii molekularnej, diagnostyce medycznej i wykrywaniu zanieczyszczeń środowiska naturalnego.
W zależności od zmian w środowisku jakie ma wykrywać wskaźnik wyróżnia się:
- wskaźniki pH – które zmieniają swoją barwę lub wytrącają się z roztworu przy określonym pH (np. fenoloftaleina)
- wskaźniki redoks – które zmieniają swoją barwę lub wypadają z roztworu na skutek obecności w środowisku utleniaczy lub reduktorów (np. ferroina)
- specyficzne wskaźniki do wykrywania określonych związków chemicznych, pierwiastków chemicznych lub ich grup – (np. metaboran sodowy)
- specyficzne wskaźniki biochemiczne – które wykrywają określone struktury występujące w organizmach żywych (np. eozyna)

W zależności od tego jakim zmianom podlegają wskaźniki można je podzielić na:
- kolorymetryczne – czyli zmieniające barwę
- fluorescencyjne – czyli takie, w których pojawia się lub zanika zjawisko fluoresecencji (np. fluoresceina)
- adsorpcyjne – które wypadają z roztworów powodując ich zmętnienie (np. tioacetamid).